# أوي-كو
أوي-كو (باليابانية: 葵区) هو حي في اليابان، يقع في شيزوكا، شيزوكا، وشيزوكا، بلغ عدد سكانه 250,686 نسمة وذلك حسب إحصائيات سنة 2018، تبلغ مساحته 1,073.76 كيلومتر مربع.

## أعلام
- ريو موري
- ميكي ساكاي
- بيريه تاكي